# Stazione di Cosenza Centro
La stazione di Cosenza Centro è posta sul tronco comune alle linee per Catanzaro e per San Giovanni in Fiore delle Ferrovie della Calabria ed è servita dal servizio ferroviario metropolitano della città. È posta in via Cesare Baccelli, a 232 metri s.l.m.

## Storia
In passato, la stazione, il cui piazzale dei binari era dal lato in cui adesso vi è l'ingresso, costituiva lo scalo terminale delle due linee; il fascio binari si trovava tra il fabbricato attuale e il Deposito Locomotive di Cosenza delle FS, a sua volta posto in mezzo alla stazione FCL e la vecchia stazione FS di Cosenza.
Con l'arretramento dei treni FS alla nuova stazione di Vaglio Lise (1987), si rese necessario il prolungamento delle Ferrovie della Calabria fino a quella località. Il prolungamento, entrato in servizio il 16 dicembre 1989, rese necessario lo spostamento dei binari di servizio viaggiatori dal lato ovest a quello est del fabbricato viaggiatori, con la contemporanea costruzione delle pensiline e dei marciapiedi, assumendo il nuovo nome di Cosenza Centro.

## Movimento
La stazione è servita dai treni regionali di Ferrovie della Calabria operanti sulla relazione Cosenza Vaglio Lise-Cosenza Centro-Rogliano

## Galleria d'immagini

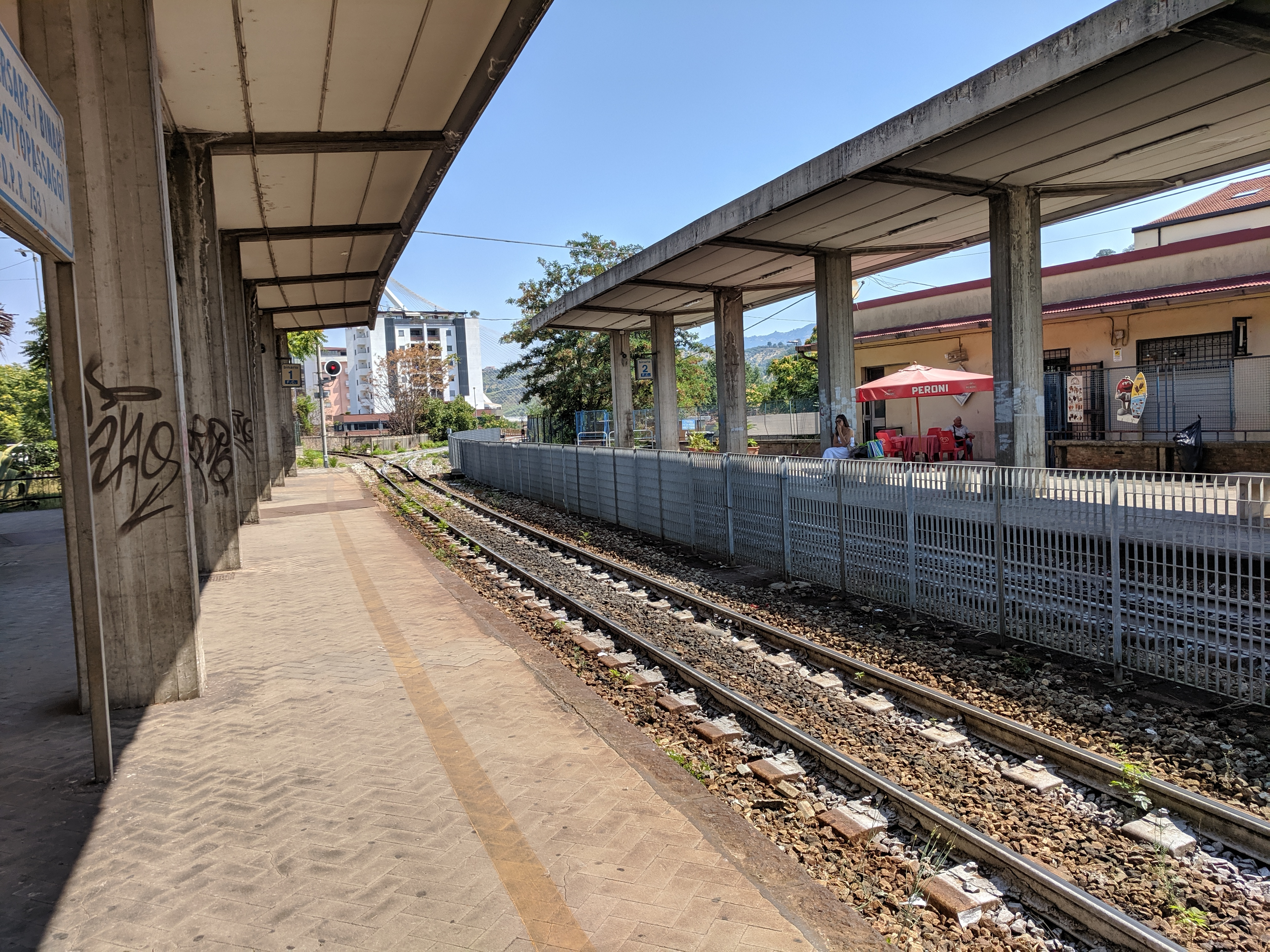
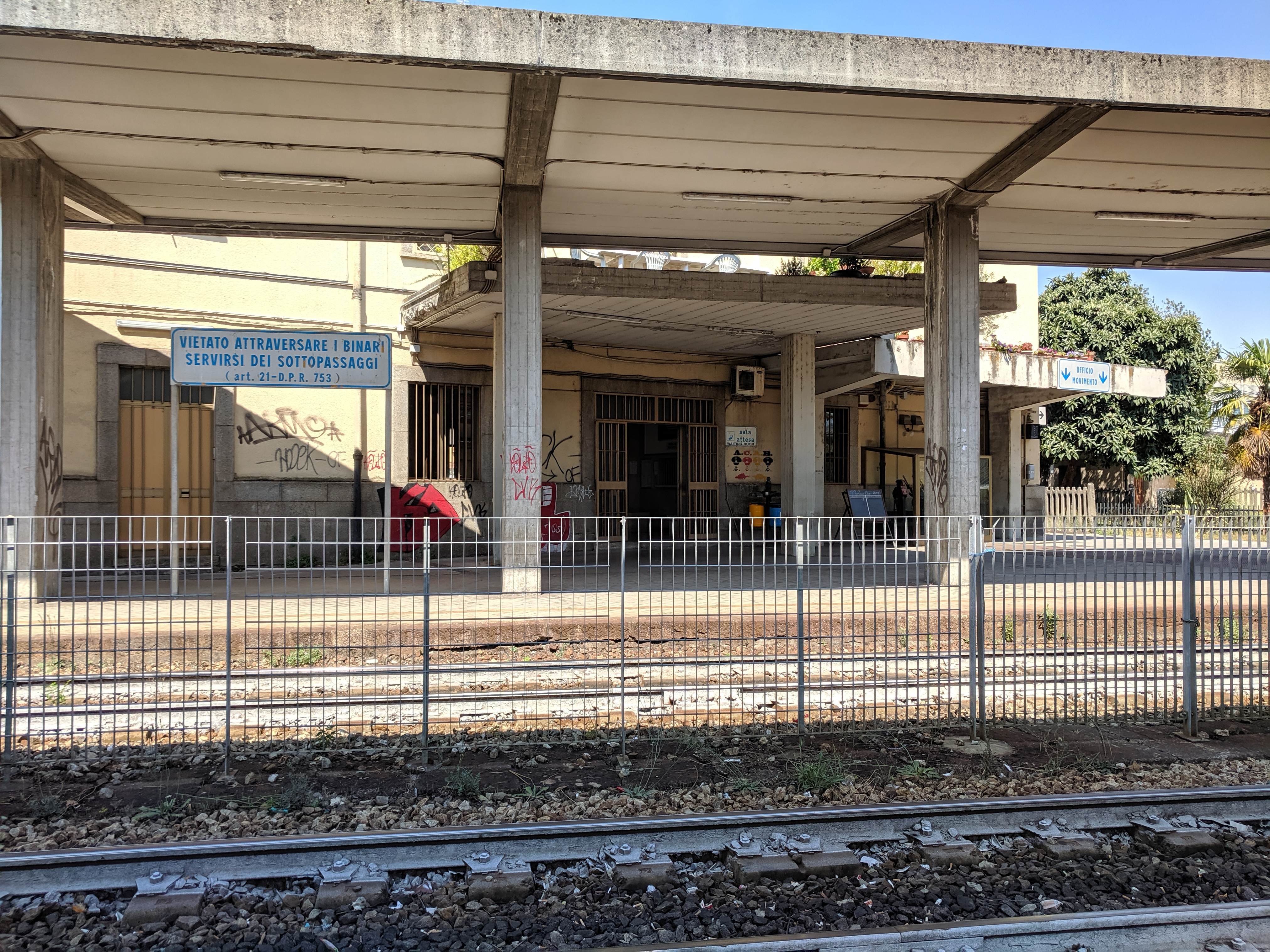

## Servizi
La stazione dispone di:
- Biglietteria
- Bar
- Servizi igienici

## Interscambi
- Fermata autolinee